# Col des Glières
Pour les articles homonymes, voir Glière.
Ne doit pas être confondu avec Col de la Glière ou Plateau des Glières.
Le col des Glières est un col de montagne situé dans les Alpes, en France. Il se trouve au centre du plateau des Glières.

## Géographie
Le col des Glières est un col très peu marqué puisqu'il se trouve au centre du plateau du même nom, entre la montagne des Frêtes au nord et la montagne des Auges au sud. Situé à 1 425 mètres d’altitude, ses environs immédiats sont détrempés avec la présence de mouilles qui donnent naissance à plusieurs ruisseaux. Ces terrains impraticables ont motivé l'implantation de la route carrossable au-dessus du col, sur le versant nord du plateau, à flanc de la montagne des Frêtes ; la route a une altitude de 1 447 mètres à l'aplomb du col. De même, le sentier de grande randonnée 96 qui traverse le plateau passe sur son versant sud, au pied de la montagne des Auges, et non directement au col.
À proximité immédiate du col a été construit le monument national à la Résistance du plateau des Glières.

## Cyclisme

### Tour de France
Le col des Glières, classé en hors catégorie, est franchi depuis Le Petit-Bornand-les-Glières lors de la 10e étape de l'édition 2018 du Tour de France, avec un passage en tête du Français Julian Alaphilippe, qui remporte l'étape. Un nouveau passage par ce col est effectué lors de la 18e étape du Tour de France 2020 et sur ce même versant ; l'Équatorien Richard Carapaz passe en tête.

### Critérium du Dauphiné
Le col est au programme de la dernière étape du Critérium du Dauphiné 2024, par son versant ouest. Il est alors classé en 1re catégorie. Carlos Rodriguez remportait l'étape tandis que Primož Roglič sauvait pour quelques secondes son maillot jaune, menacé par Matteo Jorgenson.

### Tour de l'Avenir
Le plateau des Glières, atteint via la montée de Thorens-Glières, a au préalable été l'arrivée de la dernière étape du tour de l'Avenir 2013. Julian Alaphilippe s'est imposé en échappée tandis que Rubén Fernández Andújar conservait son maillot jaune.

### Profil de l'ascension
Depuis le versant ouest, l’ascension du col des Glières est longue de 14 kilomètres à 5,5 % en partant de la mairie de Thorens-Glières (678 mètres) ou bien de 13,7 kilomètres à 5,7 % en prenant pour début de l’ascension le croisement (664 mètres) entre les routes D5 et D55 à la sortie de ce village plus bas. En effet, l’ascension commence par une courte descente. Durant les cinq premiers kilomètres, la route passe par des petits hameaux : Usillon (kilomètre 3,2 en partant de la mairie de Thorens-Glières ; environ 755 mètres), Nant Sec (kilomètre 4,2 ; 766 mètres). Elle permet un bon échauffement avec des pourcentages qui restent modestes notamment avec une portion très roulante entre Usillon et Nant Sec mais pas toujours réguliers avec quelques relances nécessaires parfois. À partir du kilomètre 5 (794 mètres) débute un secteur nettement plus difficile de 6,6 kilomètres à 9,1 % avec des lacets qui serpentent à travers le bois du Pellet. On aboutit ainsi au lieu-dit « col du Collet » (1 397 mètres) au kilomètre 11,6 à partir duquel débute une courte descente d’environ 400 mètres jusqu’à un croisement (1 354 mètres). De là, il reste 2 kilomètres avec une route qui recommence à grimper même si les derniers hectomètres sont plus roulants, après une dernière rampe.
Le versant est débute soit au Petit-Bornand-les-Glières depuis le croisement (717 mètres) entre la D12 et la rue Saint-François de Sales en suivant la route des Saisons pour 10,2 kilomètres à 7,15 %, soit depuis le croisement (727 mètres) entre la D12 et la route de l'Essert pour 8,7 kilomètres à 8,25 %. Il est encore plus difficile. Il comporte en tout cas 7,2 kilomètres à 9 % à partir du carrefour (800 mètres) entre la route de l'Essert et la route des Saisons jusqu’au col dont 5,4 kilomètres à 11 % jusqu’au chalet de la Jode (1 393 mètres). Il s’agit d’une voie communale non seulement très pentue (avec des passages à 16-17 % et même un court mur à 19 %) mais aussi souvent étroite et sinueuse et avec des parois de roche sur le côté. On peut profiter d'un court replat juste avant le chalet du Talavé (1 202 m) et une clairière mais la pente repart aussitôt de plus belle après le chalet franchi avec une nouvelle rampe à 16 %.  De plus, le revêtement est irrégulier et les 1 800 derniers mètres terminent par une piste non goudronnée. En effet la route goudronnée s’arrête au parking du chalet « chez la Jode » (1 393 mètres). La piste qui continue jusqu’au col termine cependant des pourcentages nettement plus faciles que précédemment. Dans les 2,5 ultimes kilomètres, la route est à découvert alors qu’auparavant elle serpentait en forêt.

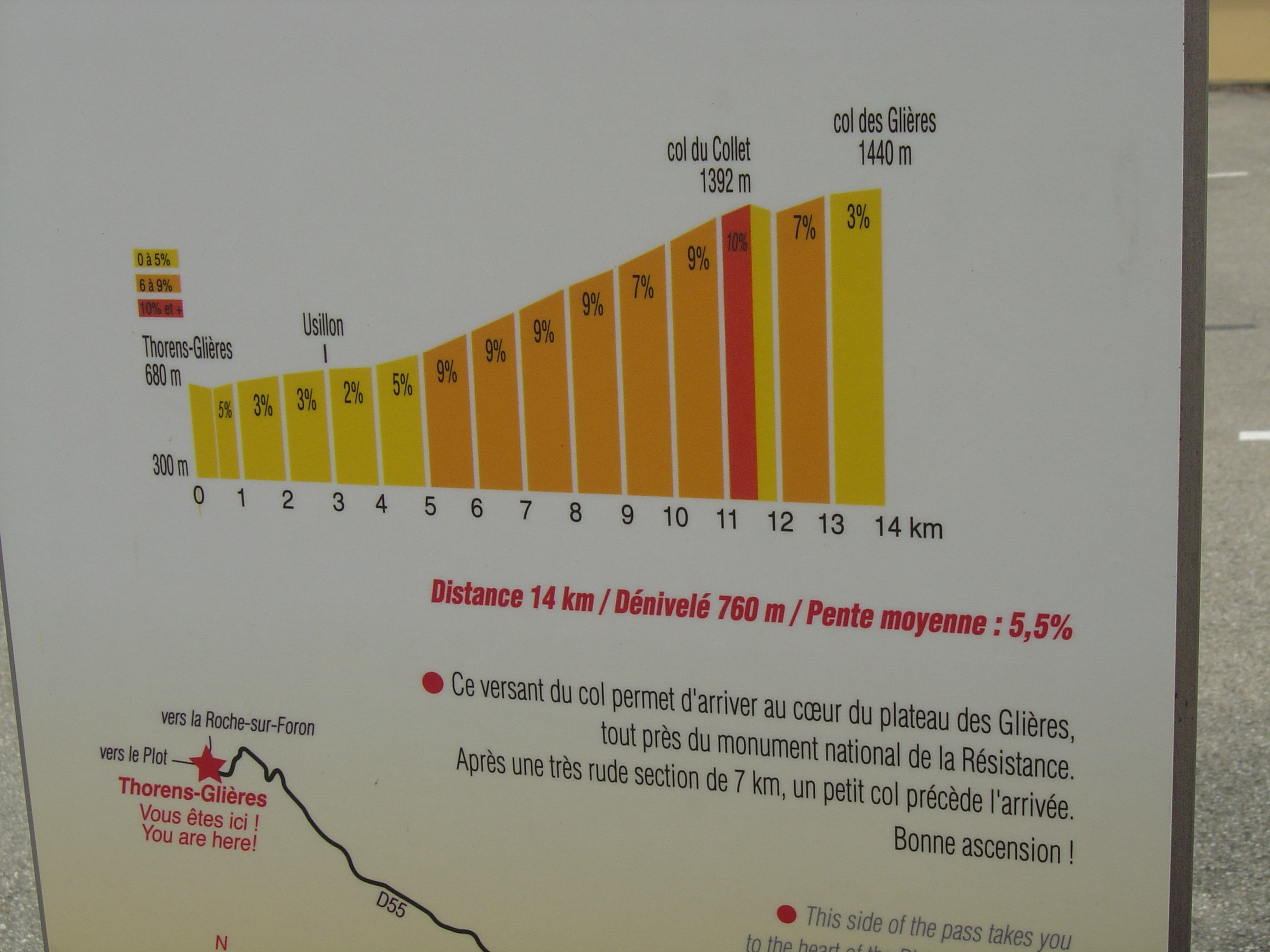
Profil de l'ascension par Thorens-Glières
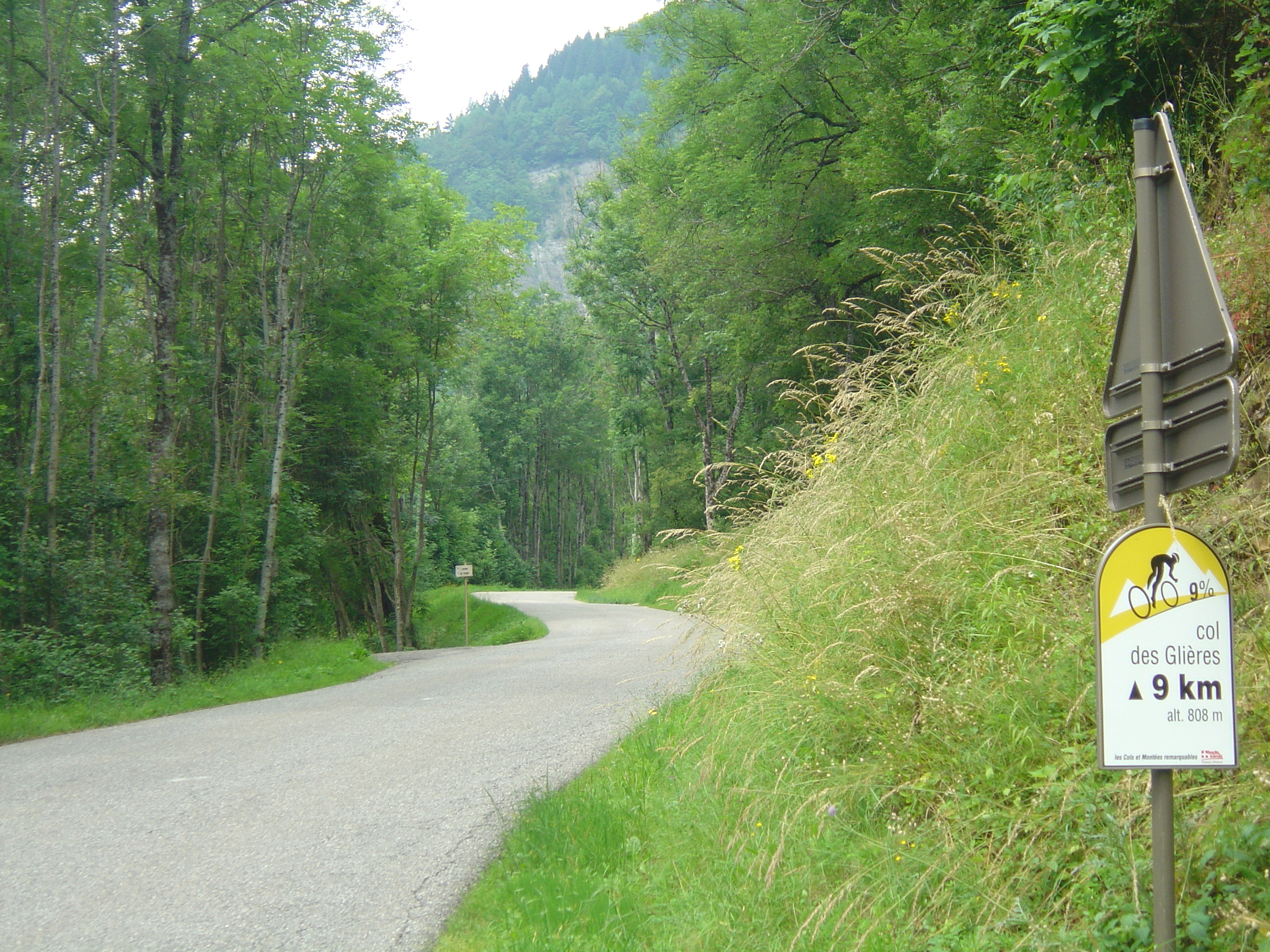
Début d'une portion de 6,6 kilomètres avec des pentes régulières à 9 % sur le versant ouest
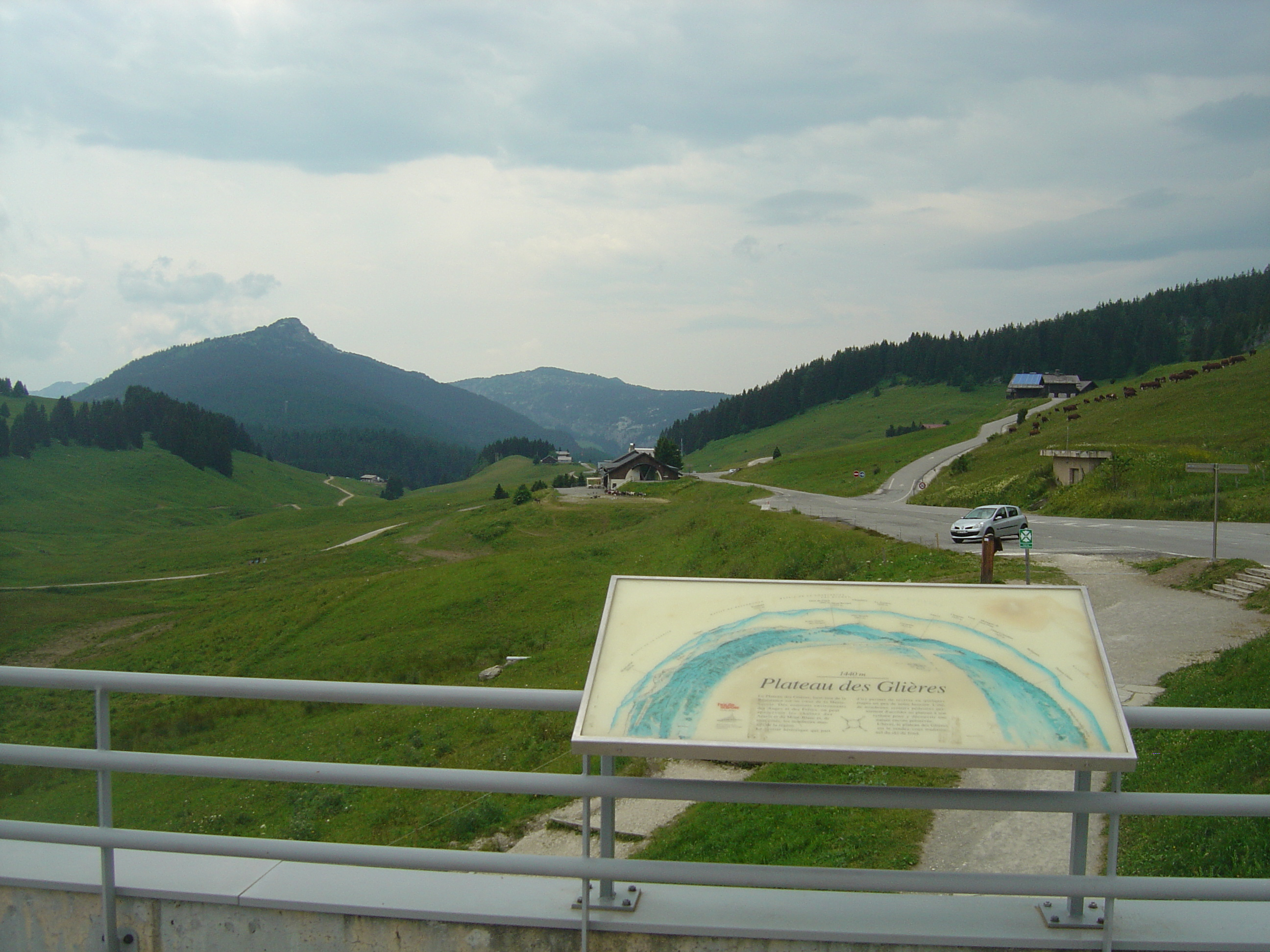
Final du versant ouest vu du col
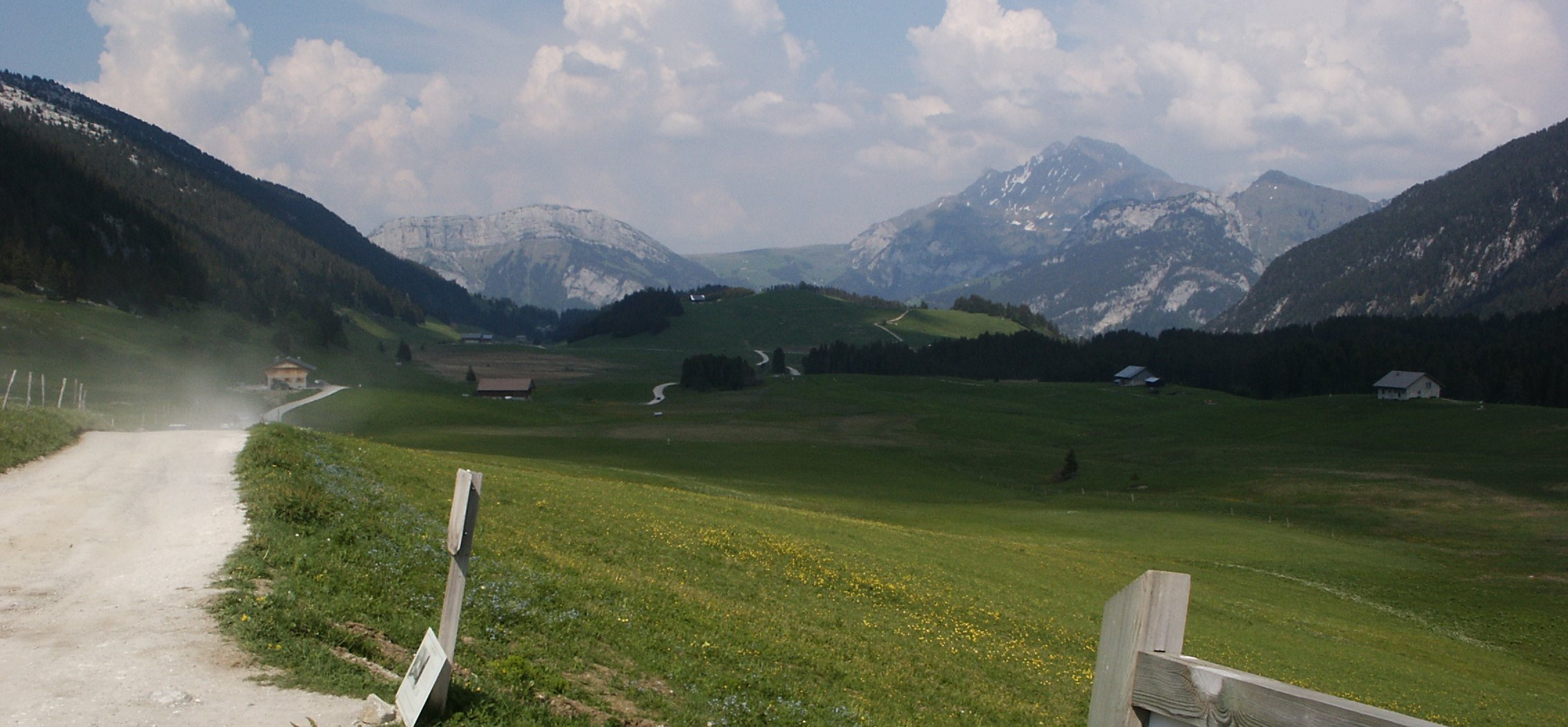
Vu depuis le col sur le final du versant Est sur des pistes non goudronnées